# 葛士濬
葛士浚（1848年—1895年），字季源，号子源，上海人。
早年在上海龙门书院學習，好学不倦，“家学甚伟，又克自奋励与同志诸子日夕讨究”。光绪十四年（1888年），葛士浚編有《皇朝经世文续编》（俞樾序），這是繼《皇朝经世文编》的又一作品，共收道光、咸丰、同治、光绪四朝奏议、论文一千餘篇，包括刘熙载《塾言三十七则》，並增加“洋务”一门。